# El epicureísmo (libro)
El epicureísmo es un libro escrito por el pensador Emilio Lledó, publicado en su versión original en 1984. Es un libro breve pero que marcaría ya las principales obsesiones del pensador: la pregunta por la felicidad, la necesaria iluminación del conocimiento, la importancia de la amistad, el motor ético, y el cuerpo como epicentro.

## Resumen
Frente a la mística de las palabras vacías, de los consuelos imposibles y de los premios o castigos de otro mundo, Epicuro levantó la firme muralla de un mensaje revolucionario. Con ello alumbró, de una luz distinta, la democratización del cuerpo humano, el apego a la vida y a la desamparada carne de los hombres, entre cuyos sutiles y misteriosos vericuetos alentaba la alegría y la tristeza, la serenidad y el dolor, la generosidad y la crueldad. Y, sobre todo, imaginó una educación y política del amor, única forma posible y esperanzada de seguir viviendo.
Epicuro lanzó uno de los mensajes más creadores del pensamiento filosófico que, por razones no muy difíciles de entender, ha sido tergiversado por los que sintieron amenazada la hipocresía de la que se alimentan. La filosofía de la corporeidad y del placer no fue, en ningún momento, esa grosera versión ideológica que una buena parte de la tradición nos ha entregado.
Entre otras muchas cosas, el epicureísmo nos puso en camino de superar, desde una revolucionaria idea de la existencia, la doble moral, la doble o múltiple verdad, bajo la luz que se levanta desde el reconocimiento real del cuerpo, de su libertad y de su forzosa y solidaria instalación en el mundo.

### Todo es cuerpo
Pensar desde el cuerpo es negar la dicotomía que separa materia y alma. Un falso dualismo que se esconde también en la división de sensación-intelección, la dóxa-espistéme, y que tanto había sido aceptado en la filosofía anterior. Una inteligencia que intente explicar lo real sin tener en cuenta los sentidos, pues, es incompleta e insuficiente.
Todo es cuerpo para Epicuro, y desde allí, afirma Lledó, el ser humano construye su pensamiento.
De esta manera, la ataraxia , noción fundamental en Epicuro, entendida como “serenidad”, es el mejor instrumento para combatir “los viejos terrores de la mentira”. ¿No vuelven en la actualidad, como un bumerán, esos viejos terrores para amedrentarnos?